# الحزب السوري الوطني (1920)
الحزب الوطني السوري (1920)، حزب سياسي أُسس في مدينة دمشق عام 1919 وتوقف عن العمل بعد مقتل مؤسسه عبد الرحمن باشا اليوسف في صيف عام 1920. لم يكن له أي فرع خارج مدينة دمشق.

## أهداف الحزب
بعد تجريده من منصب أمير الحج عند نهاية الحرب العالمية الاولى، قرر عبد الرحمن باشا اليوسف دخول معترك السياسية عبر حزب سياسي، أطلق عليه اسم "الحزب الوطني السوري." كان مقره في إحدى قاعات قصر اليوسف في حي سوق ساروجا، أُسس الحزب الوطني السوري في مطلع عهد الملك فيصل الأول في دمشق، وعُرف لدى العوام بحزب الذوات، نظراً لتواجد الباشا في صدارته. تألف الحزب من هيئة إدارية تضم ستة عشر عضواً وهيئة استشارية فيها خمسة وعشرون عضواً، جميعهم من الأعيان. طالبوا باستقلال سورية بحدودها الطبيعية وضمان وحدة أراضيها، دون ذكر تحفظاتهم على الدولة الهاشمية التي أقيمت في دمشق نهاية عام 1918، ولا على أميرها الشاب فيصل بن الحسين. كان من اللافت لجوء اليوسف وصحبه إلى الهوية السورية في اسم الحزب، وهي المرة الأولى التي يُعرّف أمير الحج الأسبق عن نفسه بأنه "سوري"، لا "عثماني.
في بيانهم التأسيسي طالب أعضاء الحزب بنظام ملكي دستوري، يقيّد صلاحيات الأمير فيصل ويجعله مسؤولاً أمام مجلس نواب مُنتخب. كما طالبوا بالتساوي بالحقوق بين جميع مكونات الشعب السوري، دون التفريق بين أي عرق أو دين. ولكي لا يبقى الحزب مرتبطاً بالذوات، طالب أعضاؤه بإنشاء «صناديق للتعاون الاقتصادي»، تقوم على تبرعات الأعضاء المؤسسين لرفع السوية المعيشية لكافة أبناء الشعب السوري، وكان ضمن أهدافهم تنشيط التجارة والصناعة وصون حقوق النقابات والعمال.

## تمثيل الحزب في البرلمان السوري
في انتخابات عام 1919 فاز الحزب السوري الوطني بثلاثة مقاعد في المؤتمر السوري العام، ذهبت لعبد الرحمن اليوسف وتاج الدين الحسني وعبد القادر الخطيب، وجميعهم نواب عن مدينة دمشق.

## أعضاء الحزب
ضم الحزب الوطني السوري، إضافة لعبد الرحمن اليوسف، قائمة من النخب الدمشقية المحافظة، أمثال الشيخ تاج الدين الحسني، نجل المحدث الأكبر الشيخ بدر الدين الحسني، أحد أشهر علماء الشام في حينها وأكثرهم احتراماً ونفوذاً في المشرق العربي. وفي محاولة لاستمالة العلماء إلى صفوف الحزب، تعاون اليوسف مع أمين الفتوى في دمشق الشيخ عبد المحسن الاسطواني ومع الشيخ عبد القادر الخطيب، خطيب الجامع الأموي. ضم الحزب بين صفوفه أيضاً عضوا مجلس الشورى راشد باشا مردم بك وبديع مؤيد العظم.

## موقف الحزب من إنذار غورو
عند صدور إنذار الجنرال هنري غورو للملك فيصل يوم 14 تموز 1920، طالب الحزب بالحل السياسي وعدم الدخول في أي مواجهة عسكرية مع الفرنسيين، بحجة أن الجيش السوري كان صغيراً وغير قادر على محاربة فرنسا. وُجهت اتهامات لأعضاء الحزب بالتخاذل والتراخي والخنوع، وخرجت مظاهرات في دمشق ضد موقفهم من الإنذار الفرنسي.

## أحزاب متشابهة
في عهد الاستقلال، ظهر حزب يُدعى الحزب الوطني وهو استمرار للكتلة الوطنية التي نشطت في السياسة السورية في زمن الاحتلال الفرنسي، ولا علاقة لهذا الحزب بالحزب السوري الوطني الذي تم حله بعد مقتل عبد الرحمن اليوسف عام 1920.